# 사포텍인
사포텍인(스페인어: Zapotecos)은 멕시코의 오아하카주 남부에 주로 거주하는 선주 민족이다. 자기 명칭은 사포텍어로 "사람"이라는 의미의 Bën Za이다. 현대 인구는 약 40~65만 명으로 추산되며, 대부분 고유 언어인 사포텍어를 제1언어로 구사한다. 오늘날에는 캘리포니아 등 미국에도 사포텍인 이민자가 다수 거주하고 있다.
콜럼버스 이전 시대에 이들이 이룬 사포텍 문명은 고유의 문자 체계(사포텍 문자)를 갖춘 고도로 발전한 메소아메리카 문화 중 하나였다.

## 같이 보기
- 오아하카주
- 사포텍 문명